# René Berthon
René Berthon, né le 4 mai 1914 dans le 18e arrondissement de Paris ville où il est mort le 2 mai 2014, dans le 16e arrondissement, est un ingénieur, résistant et chef d'entreprise français, ingénieur du Génie maritime, directeur général de la Société parisienne pour l'industrie électrique (Spie), vice-président de la Société urbaine d'air comprimé, président-directeur général de la Société de construction des Batignolles de 1966 à 1968, de Spie Batignolles de 1966 à 1982, de la Compagnie industrielle de travaux (Citra), de la Société générale de techniques et d'études, vice-président de Schneider SA et de Jeumont-Schneider, président du Syndicat des entreprises françaises de travaux publics à vocation internationale (SEFI).

## Résistance
Affecté à l'arsenal de Brest en 1939, il rejoint dans le réseau du Colonel Rémy au début de l'année 1941.

## Distinctions
- Officier de la Légion d'honneur[Quand ?]
- Commandeur de l'ordre national du Mérite